# Зильт (аэропорт)
Аэропорт Зильта (нем. Flughafen Sylt, (ИАТА: GWT, ИКАО: EDXW)) — аэропорт на немецком острове Зильт, расположенный в одноименной общине. В основном аэропорт обслуживает летние сезонные регулярные рейсы, связывающие остров с крупными городами Германии. Также он служит центром островного планеризма.
Иногда аэропорт называют Вестерланд /Зильт (нем. Westerland/Sylt) по названию города Вестерланд, административного центра острова, входящего в общину Зильт, который, однако, не является ближайшим к аэропорту поселением.

## История
Аэропорт на острове был построен сразу после окончания Первой мировой войны. Главной движущей силой развития стал туризм, который активно развивался в первые годы существования Веймарской республики. В частности, Вестерланд в то время был одним из самых популярных морских курортов Германии. Тот факт, что доступ к острову по морю из-за реорганизации германско-датской границы в ходе плебесцита в Шлезвиге в 1920 году стал затруднительным, сыграл в пользу строительства аэропорта, который стал крайне необходимым. Паромное сообщение между Мункмаршем и Хоюром (который принадлежал Дании с 1920 года) было невыгодно по сравнению с воздушными полетами из-за географического положения. Железнодорожное сообщение с островом началось только после завершения строительства дамбы Гинденбурга в 1927 году.
В июле 1919 года было создано регулярное авиасообщение по маршруту Берлин-Гамбург-Зильт, который обслуживала компания Deutsche Luftreederei. Это делает аэропорт Зильта одним из аэропортов с самым давним началом регулярных авиарейсов в Германии. Хотя аэропорт обслуживался только летом, а самолеты в то время могли принимать только от трех до пяти пассажиров, за 1925 год аэропорт Зильта принял уже 2560 человек.
В конце 1920-х годов XX века аэропорт был расширен на северо-восток с 17 га до 37 га. Во второй половине 1930-х годов в силу своего стратегического значения аэродром стал военной авиабазой с тремя взлетно-посадочными полосами в форме звезды, его общая площадь теперь составила 85 гектаров.
Во время Второй мировой войны остров превратился в крепость, поэтому, наряду с туризмом, гражданские авиалинии были полностью прекращены. В апреле 1940 года здесь находились части нескольких эскадрилий, готовящихся к осуществлению датско-норвежской операции.
В послевоенные годы, до 1961 года, аэропорт использовался исключительно для военных полетов держав-победительниц, которые первоначально называли это место аэродромом B.170. С середины июля 1945 года RAF Sylt (база ВВС Великобритании) первоначально служил базой для тренировочных курсов для эскадрилий других баз RAF в течение почти двух с половиной лет. И только после того, как авиабаза была передана бундесверу, часть аэропорта снова стала использоваться в гражданских целях. С 1961 по 2005 год учебная группа морской авиации дислоцировалась в военной части аэропорта Зильта, где проходила военно-техническая подготовка экипажей и унтер-офицеров эскадрильи морской авиации бундесмарине.
Помимо регулярных рейсов в Гамбург, Киль и Фленсбург и обратно, в 1960-х годах была создана авиалиния Берлин-Зильт-Берлин, которая первоначально успешно использовалась в качестве чартерного маршрута туристическим агентством Germania, а затем — субсидируемой линией British Airways. Жители западного Берлина очень активно использовали это авиасообщение, так как оно позволяло им избежать утомительного путешествия по территории ГДР. До падения Берлинской стены так называемая «дневная машина», которая прибывала на Зильт каждый день около 13:00 и вылетала на обратный рейс в Берлин примерно через час, была неотъемлемой частью воздушного движения над островом.
Затем стали доступны регулярные рейсы во все регионы Германии. В это время на Зильте можно было наблюдать различные типы коммерческих самолетов. В 1971 году бундесвер покинул фактический район полетов и некоторыми зданиями, которые позднее стали принадлежать компании Sylter Flughafen GmbH & Co. Позже средства управления воздушным движением были дополнены радиолокационной системой и новейшей системой обработки полетных данных.
С 1998 года новым оператором аэропорта в результате реструктуризации компании стала SFG Sylter Flughafen GmbH & Co. Betriebs- und Service-KG.

### Конец военного использования аэропорта
1 декабря 2005 года использование военной части аэропорта учебной группой морской авиации закончилось. После того, как в марте 2006 года аэропорт покинули последние представители военных, весь аэропорт используется исключительно в гражданских целях. С осени 2011 года постепенно сносятся казармы, мастерские и ангары в бывшей военной (северной) части района. На сегодняшний день эта работа завершена лишь частично: на острове велись и ведутся оживленные дискуссии о сохранении некоторых ключевых зданий, таких как (теперь снесенного) английского кинотеатра или зала 28, который используется спасательными службами острова.
Компания Air Berlin выполняла рейсы из Зильта в Дюссельдорф ежедневно круглый год до своего банкротства в 2017 году. Кроме того, осуществлялись сезонные рейсы в Мюнхен, Штутгарт, Нюрнберг и Цюрих. Вне основного курортного сезона (с октября по апрель) обслуживались рейсы только из Дюссельдорфа.

## Текущий статус

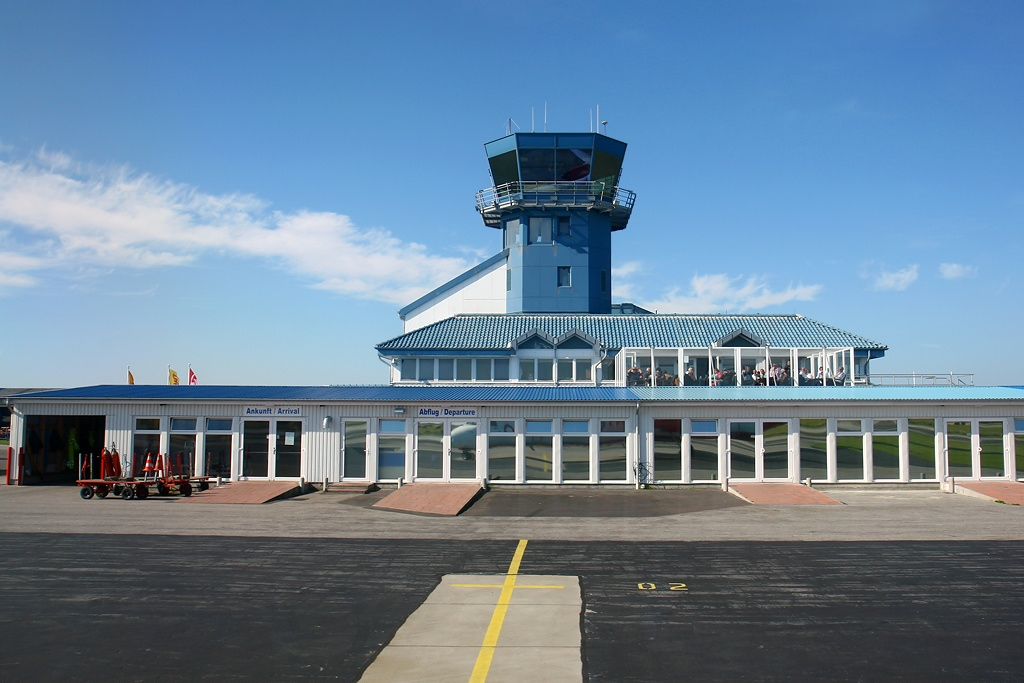
Здание аэропорта

На территории аэропорта есть два отдельных здания для регистрации (Терминал 1 и Терминал 2). В то время как Терминал 1 обслуживает почти все регулярные рейсы, Терминал 2 в основном используется для региональных воздушных перевозок, например, на соседние острова, а также для чартерных рейсов и для всех рейсов местной авиакомпании Sylt Air, а также авиации общего назначения.
С момента последнего расширения зоны вылета для Терминала 1 дополнительной зоной ожидания с тремя выходами, стало возможным почти одновременно обслуживать до трех самолетов с общей вместимостью до 500 пассажиров. В зоне прилета имеются два пункта приема багажа.

## Направления рейсов и количество пассажиров
Из Зильта есть регулярные рейсы в некоторые аэропорты Германии и аэропорт Цюриха. Здесь используются ближне- и среднемагистральные самолеты. Летом здесь значительно больше рейсов, чем в остальное время года.
Начиная с 2005 года, в аэропорту произошел значительный рост пассажиропотока. Из-за резкого увеличения количества внутренних рейсов в Германии и использования более крупных самолетов их количество выросло с 48 000 пассажиров в 2004 году до 217 000 пассажиров в 2011 году. В 2014 году количество пассажиров было таким же, как и в прошлом году — 175 000; это означало, что аэропорт Зильта стал самым посещаемым аэропортом федеральной земли Шлезвиг-Гольштейн после аэропорта Любек-Бланкензее. Тем временем все регулярные полеты в Любеке приостановлены.
В 2019 году снова наблюдался значительный рост: 140 000 пассажиров воспользовались услугами аэропорта, в прошлом году их число составляло всего 125 000, то есть рост составил почти 8 %.
После заключительного этапа расширения здания регистрации и приёма в Терминале 1 с тремя выходами и двумя пунктами для приема багажа максимальное количество пассажиров в год составляет около 250 000, хотя подавляющее большинство пассажиров обслуживается в летний сезон. Однако в зиму и во многие будние дни аэропорт не используется.
Следующие авиакомпании выполняют регулярные регулярные и чартерные рейсы в аэропорт Зильта:
| Авиакомпания                  | Пункты назначения                         |
| ----------------------------- | ----------------------------------------- |
| Condor Airlines               | Сезонные: Дюссельдорф, Франкфурт-на-Майне |
| EasyJet                       | Сезонные: Берлин-Тегель                   |
| Eurowings                     | Дюссельдорф, Штутгарт                     |
| Lufthansa                     | Сезонные: Франкфурт-на-Майне, Мюнхен      |
| Rhein-Neckar Air              | Сезонные: Кассель, Мангейм                |
| Swiss International Air Lines | Сезонные: Цюрих                           |
| Sylt Air                      | Сезонные: Гамбург                         |

Ближайший более крупный международный аэропорт — это аэропорт Биллунна в Дании, расстояние до него составляет около 135 км к северу. Аэропорт Гамбурга — около 220 километров к югу.

## Происшествия и безопасность
30 мая 2008 года немецкий частный самолет типа Beechcraft Bonanza, следовавший из Нидерландов с тремя людьми на борту, разбился на подходе к аэропорту примерно в трех километрах от взлетно-посадочной полосы на лугу, непосредственно прилегающему к жилому району. Пилот погиб, двое пассажиров получили ранения. Другие люди не пострадали.
Vereinigung Cockpit внесла аэропорт Зильта в список ущербных аэропортов за 2009 год. В нем она прежде всего критиковала отсутствие на этом аэродроме важного технического оборудования. В отчете за 2010 год аэропорт получил особую похвалу (без звезд) за то, что в настоящее время действуют огни безопасности взлетно-посадочной полосы и система ATIS.